# Sun (gruppo musicale statunitense)
I Sun furono un gruppo R&B, Funk e Disco attivo tra la seconda metà degli anni '70 e i primi anni '80.

## Storia
Originari di Dayton, Ohio, i Sun si formarono per idea di Byron Byrd, un giovane astronomo con alcune occupazioni in ricerca e ingegneria aerospaziale. Fu anche fra i primi musicisti che introdussero l'uso di microfoni e cavi wireless sul palco. Le prime band di Byrd furono gli Overnight Low e gli Ohio Majestics, che si esibivano nell'area circostante e facevano da supporto a complessi come The O'Jays e The Spinners.
Era il 1974 quando gli Overnight Low si esibirono al Ohio Theatre di Columbus, aprendo per i Mandrill, e furono notati dal produttore discografico Beau Ray Fleming, che già aveva lavorato con gli stessi Mandrill, con Zulema Cusseaux e con Jon Lucien. Così, dopo averli incontrati nel backstage ed essersi scambiati i numeri di telefono, in meno di un anno Fleming tornò a Dayton dal suo studio di New York, procurando alla band dei contratti.
A quel punto si sentì il bisogno di trovare un nuovo nome, un nome che avrebbe dovuto dare alla band un qualcosa di universale e cosmico. Alla fine Fleming e il gruppo decisero per Sun. In seguito, dopo essere stati segnati alla Capitol Records, i Sun dovettero affrontare un altro immediato problema durante le registrazioni del primo album: una band incompleta. Come affermò Byrd infatti:
(Byron Byrd)
Il buco nero si trovava nelle sezioni ritmiche. Byron allora reclutò dei talenti locali per concludere le registrazioni. Assoldò quindi Roger e Lester Troutman per le sezioni di batteria, basso e chitarra. Fu inoltre grazie a Roger che il brano Wanna Make Love diventò una hit internazionale per il suo uso del Talk Box.
Nel 1976 fu pubblicato l'album di debutto dei Sun "Live On, Dream On", poi rinominato "Wanna Make Love" a causa del successo del brano omonimo, che si posizionò numero 31 nella classifica Billboard's R&B, arrivando addirittura numero 1 nella classifica di Los Angeles. I sorprendenti risultati spinsero ovviamente il leader della band a continuare il progetto Sun.
Durante il 1977 uscì il secondo album "Sun Power", contenente anche la profonda Coscience, la drammatica Time Is Passing e il brano strumentale We're So Hot, che fu molto usato in programmi televisivi a tema sportivo.
Nel 1978 fu la volta di Sunburn, terzo album della band, cui precedette però un importante cambiamento nella formazione del gruppo. Infatti, più della metà dei musicisti non erano soddisfatti della direzione di Fleming e perciò furono licenziati da quest'ultimo. Questi formarono poi la band Dayton, guidati da Shawn Sandridge e Chris Jones. Seguì quindi l'arruolamento di cinque nuovi membri: il chitarrista Keith Cheatham, il tastierista Sonnie Talbert, il bassista Curtis Hooks e fiatisti Nigel Boulton e Robert Arnold. Questa è stata una delle migliori formazioni nella storia dei Sun, in particolare per Cheatham che era un virtuoso cantante, musicista e compositore. Il brano di maggior successo di questo terzo lavoro fu Sun Is Here, che diventò un vero tormentone: fu il loro singolo più famoso, arrivando numero 18 nella Billboard's R&B, e contribuì ad accrescere le vendite facendo guadagnare all'album la certificazione di Disco d'Oro. Da questo punto in avanti il brano diventò il loro tema ufficiale e gli spettacoli vedevano un incredibile pieno di gente. Eccellente era anche il brano "Dance (Do What You Wanna Do)", interamente composto e cantato da Cheatham e ottimo esempio di contaminazione tra il funk e la migliore disco music.
A Sunburn seguì un tour con molte date importanti che prevedevano esibizioni insieme ad altri gruppi e musicisti della Capitol Records.
Il 1979 vede l'uscita del quarto LP della funk-band, ”Destination: Sun”. Questo presenta alcuni dei migliori momenti artistici del complesso, come la traccia Light Of The Universe e la ballad Baby, I Confess. Inoltre, sotto proposta di Byrd, ogni componente si scelse un nome stellare, che aveva a che fare con il proprio segno zodiacale e la propria personalità.
(Byron Byrd)
Per lo spettacolo, Byron ebbe l'idea di introdurre i robot e la creazione di questi fu affidata niente di meno che ai progettisti vincitori di Oscar (guidati da Shourts Jemy) che inventarono R2-D2 e C-3PO di Star Wars!
Nel 1980 fu pubblicato ”Sun Over The Universe”, quinto album in studio dei Sun. Questo periodo segna anche l'entrata nel gruppo del tastierista Dean Francis e del chitarrista Sheldon Reynolds, che prima fece da sostegno al jazzista Wilbert Longmire, così come l'uscita di Keith Cheatham, che lascia in questo modo anche a Sheldon l'opportunità di cantare.
1981 fu la data di pubblicazione del sesto lavoro, "Force Of Nature". Nell'album è presente la canzone Jammin' In Brazil, dalla ritmica esplosiva, dove si nota l'interessante stile del nuovo bassista, Don Taylor. Il brano è stato fatto come saluto ed apprezzamento ai fan del Brasile, i quali erano tra i più fedeli fra tutti quelli dei paesi in cui i Sun erano seguiti.
Del 1982 fu invece "Let There Be Sun", ultimo LP registrato per la Capitol Records. Il singolo Slamm Dunk The Ffunk arrivò numero 81 alla Billboard's R&B, mentre la traccia Super Duper Super Star doveva essere fra i sottofondi per i giochi olimpici di Seoul, ma furono poi boicottati. A questo punto i Sun lasciarono la Capitol e si segnarono alla Air City Records.
Nel 1984 esce l'ultimo album della band, "Eclipse", prima del loro scioglimento nel 1988.

## Discografia
- Live On, Dream On / Wanna Make Love (1976)
- Sun Power (1977)
- Sunburn (1978)
- Destination: Sun (1979)
- Sun Over The Universe (1980)
- Force Of Nature (1981)
- Let There Be Sun (1982)
- Eclipse (1984)